# Variraptor
Pour les articles homonymes, voir Raptor.
Genre
Espèce
Variraptor est un genre de dinosaure carnivore du Crétacé supérieur (83 à 72 Ma). Découvert en France dans la formation des Grès à reptiles, dans le Var (d'où son nom qui signifie voleur du Var) mais aussi dans les Bouches-du-Rhône (dont la réserve naturelle de Sainte-Victoire) et l'Hérault. Il appartient à la famille des Dromaeosauridae et est le premier membre de cette famille formellement décrit en France.

## Datation et contexte géologique
Les fossiles de Variraptor proviennent du Crétacé Supérieur, durant l'âge du Campanien à la suite d'une révision stratigraphique durant la thèse du paléontologue Thierry Tortosa. Les fossiles proviennent des siltites du faciès Rognacien inférieur.

## Étymologie
Le genre Variraptor est un taxon monospécifique qui a été créé en 1998, par les paléontologues Éric Buffetaut et Jean Le Loeuf. Le nom de genre, Variraptor, signifie « voleur du Var » en référence au département du Var ainsi que le fleuve du même nom. L'épithète spécifique mechinorum rend hommage aux paléontologues amateurs Patrick et Annie Méchin découvreurs des premiers restes fossiles de ce taxon.
Variraptor aurait pu s'appeler « Buccorhodaniraptor » signifiant « voleur des Bouches-du-Rhône » mais ce choix aurait été moins esthétique.

## Historique de découverte et description

### Première mention
En 1992 les paléontologues Éric Buffetaut et Jean Le Loeuf ainsi que le couple Méchin (découvreur des fossiles) publient la description d'ossements de dromaeosauridés originaire de Roques-Hautes (département des Bouches-du-Rhône) et de Fox-Amphoux - Métisson (département du Var).
Sont alors décrit :
- un fémur gauche assez complet trouvé à Fox-Amphoux dont la longueur d'environ 23 cm laisse supposer l'appartenance à un animal d'1 m ou d'1,5 m de long[6]
- les fossiles de Roque-Hautes constitués d'une vertèbre cervico-dorsale, d'une vertèbre sacro-caudale et de plusieurs fragments de côtes[6].

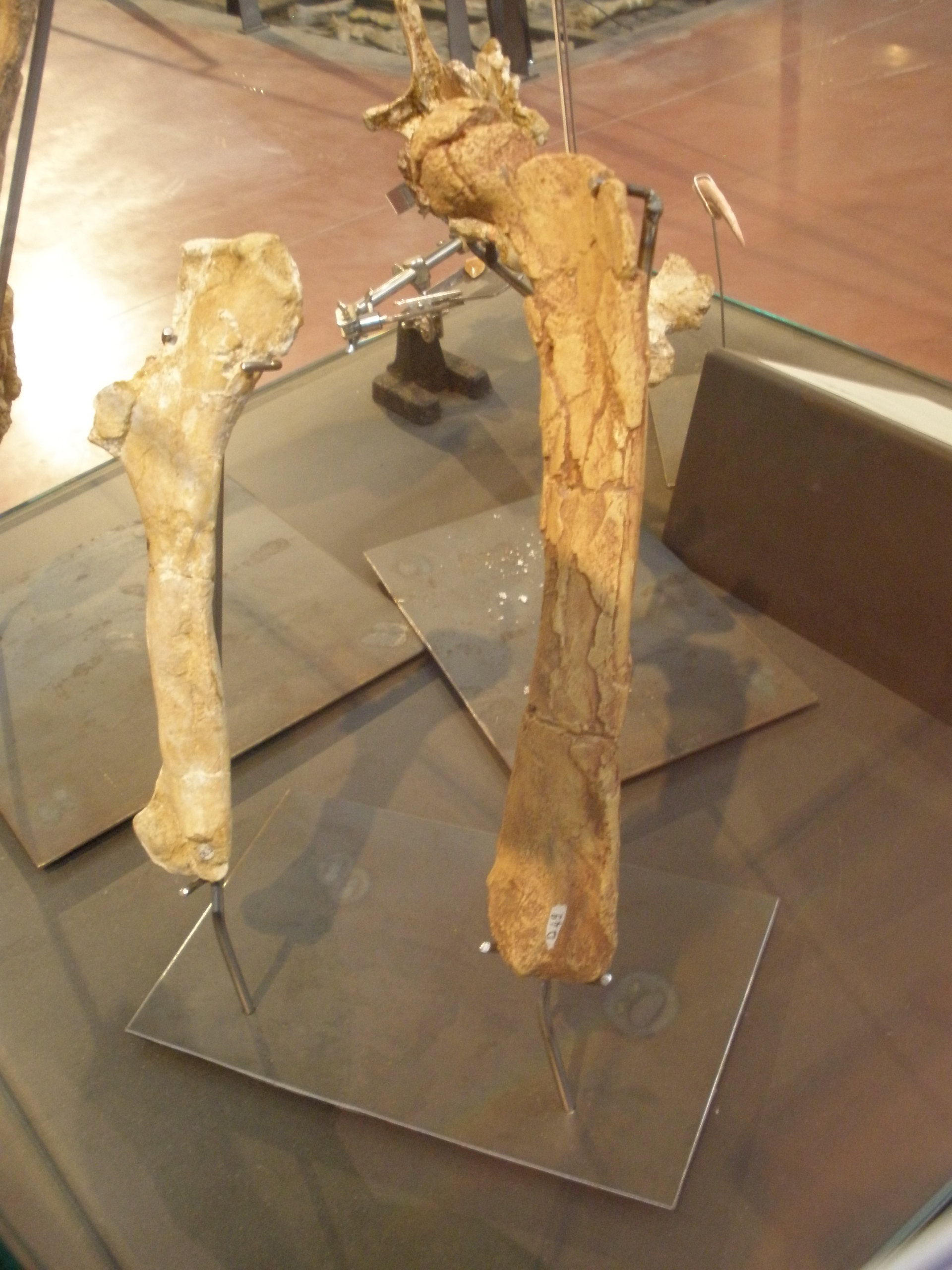
Moulage de l'humérus droit (MDE-D158) et du fémur gauche (CM-203) exposés au Musée des dinosaures d'Espéraza.

Dans cette étude ces fossiles sont rapprochés des taxons Elopteyx et Deinonychus.

### Nouveaux restes et création deVariraptor
C'est en 1998 après la découverte de nouveaux ossements découverts à Fox-Amphoux (sur un nouveau site au lieu-dit La Bastide Neuve) que le taxon Variraptor mechinorum a été érigé,. Ces nouveaux fossiles, un humérus droit et un sacrum, furent considérés comme appartement au même taxon que les restes cités au paragraphe précédant. Le Loeuff et Buffetaut proposèrent alors une diagnose qui a été critiquée dans des études ultérieurs par d'autres auteurs,,. L'un des problèmes soulevé était la composition chimérique de Variraptor, cependant une publication de 2009 incluant de nouveaux de restes provenant de l'Hérault et du Var a clarifié la situation et rend invalide cette allégation de taxon « chimérique »,. De plus la publication de 2009 explicite bien les différences entre Variraptor et les autres dromaeosauridés.

#### Diagnose émendée deVariraptor[4]
- Des vertèbres cervico-dorsales :
  - avec des épipophyses proéminentes
  - avec des hypapophyses très développées
  - avec deux pleurocèles
- Des vertèbres dorsales :
  - avec un centrum antéropostérieurement court
- Un sacrum :
  - avec cinq vertèbres sacrées coossifiées
- Une vertèbre sacro-caudale :
  - avec un centrum de forme trapézoïdale
  - avec des processus transverses « aliformes » (formant de petites ailettes)
- Des humérus :
  - avec une crête deltopectorale bien développée
  - avec un tubercule interne bien développé
  - avec un tubercule médial fortement développé

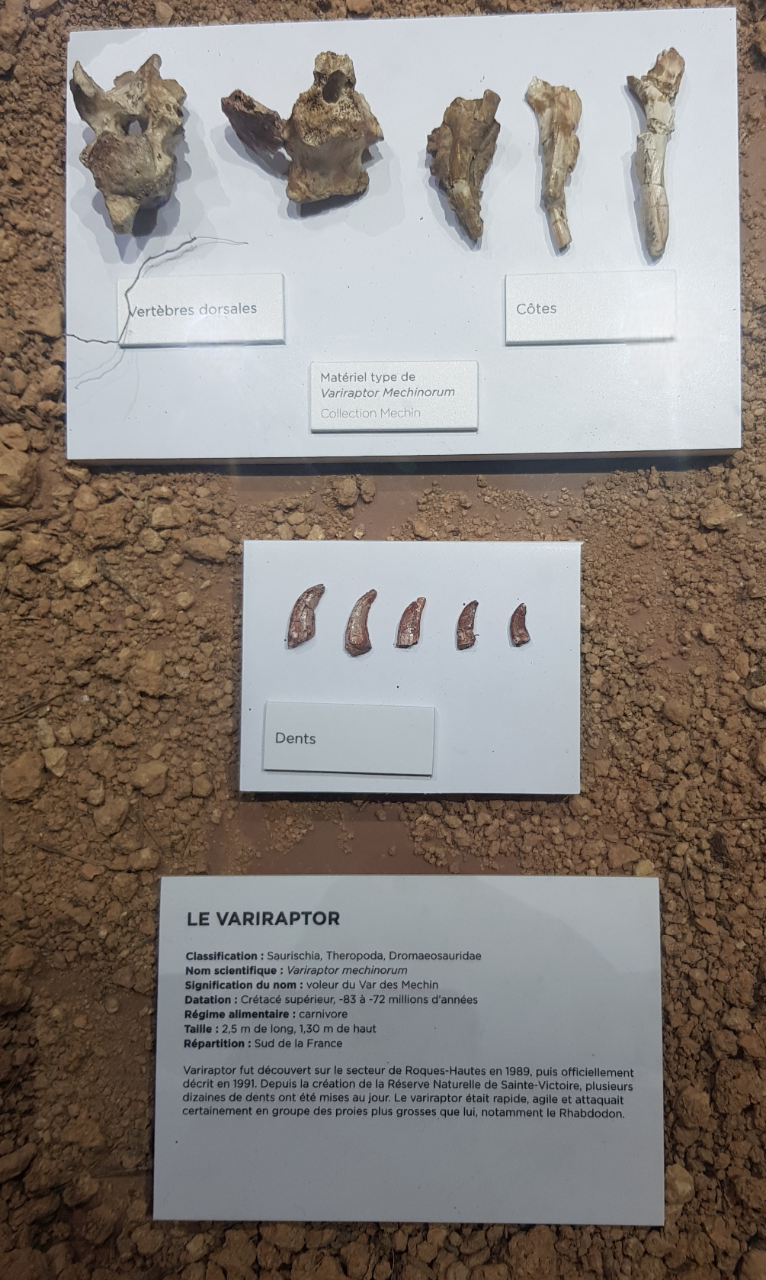
Fossiles de Variraptor présentés dans le cadre de l'exposition "Sur les traces des dinosaures de la montagne Sainte-Victoire" à Aix-en-Provence.

### Validité du taxon
La validité de ce taxon est débattue, la question de la synonymie entre Variraptor mechinorum et Pyroraptor olympius demeure toujours non résolue dans l'état actuel de la littérature scientifique,,,. Néanmoins, ces deux taxons sont reconnus comme valide par plusieurs auteurs,,.

## Compléments descriptifs
Ce dinosaure mesurait moins de 2,5m de long mais sa longueur maximale est estimée à 3 mètres. Fragmentaire Variraptor est actuellement connu par divers éléments squelettiques,,:
- Des dents
- Des restes de côtes
- Des vertèbres (cervico-dorsales, dorsales et sacro-caudales)
- Des humérus
- Des ulnas
- Des fémurs
- Des tibias
- Un sacrum
- Des griffes (mais pas la grande en faucille typique des dromaeosauridés)

La forme du crâne est à l'heure actuelle inconnue puisqu'aucun reste n'a pour l'instant été découvert.

### Présence de plumes
Aucune plume fossilisée n'a été trouvée en association avec les restes de Variraptor. Leur présence dans les reconstitutions de Variraptor est donc le résultat d'inférence sur la base d'autres membres de la famille des dromaeosauridés chez lesquels des plumes fossiles (ou des preuves matérielles de leur présence) ont été trouvées comme chez Velociraptor, Microraptor ou Zhenyuanlong.

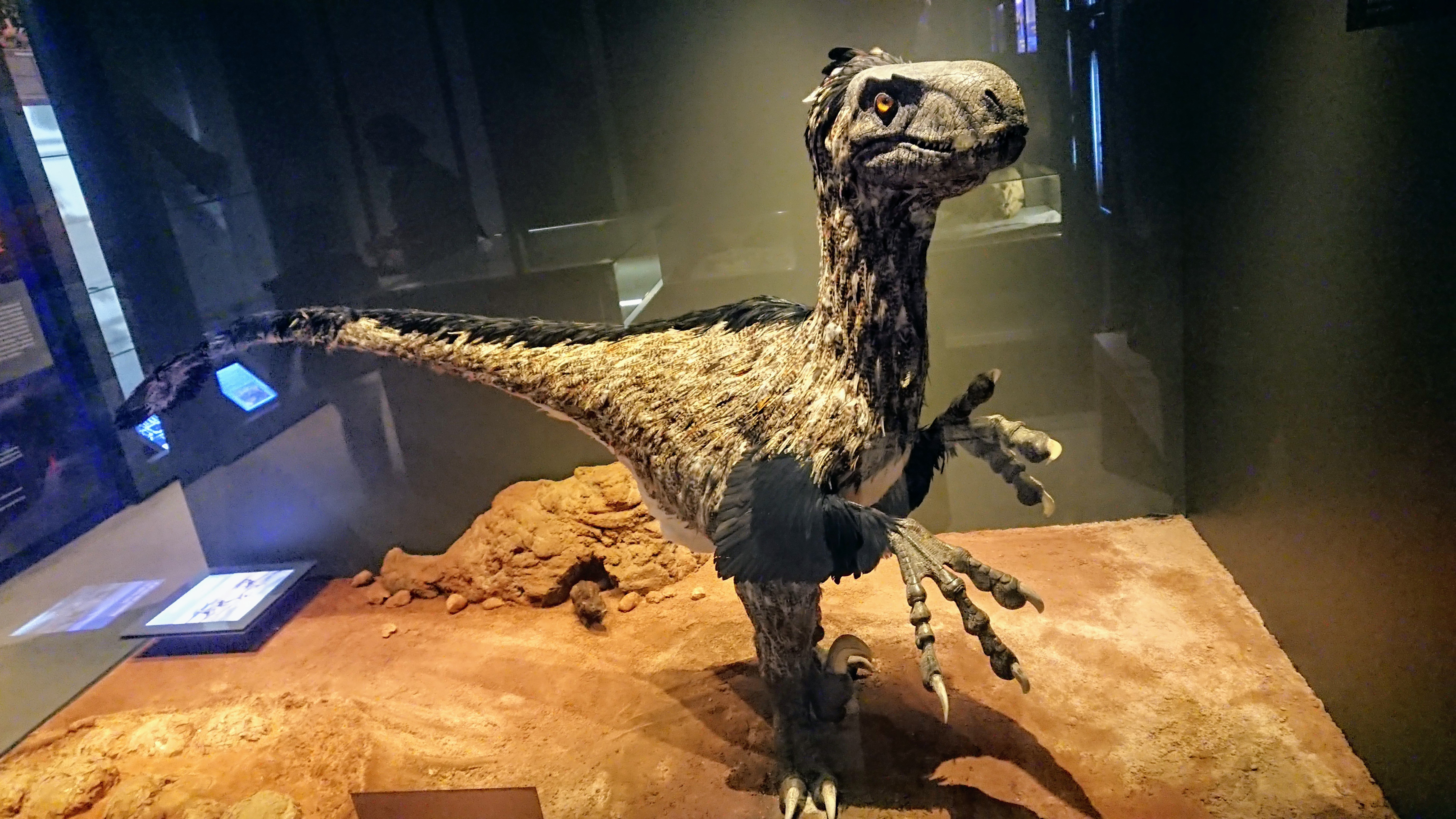
Restitution paléoartistique du Variraptor mechinorum au muséum départemental du Var.

## Phylogénie
La position phylogénétique de Variraptor est variable selon les analyses. Pour l'instant seul son appartenance au clade des dromaoesauridés fait consensus.
Dans une étude de 2019 par le paléontologue et paléoartiste Scott Hartman et ses co-auteurs Variraptor est retrouvé en tant que groupe frère de Bambiraptor. Cependant aucune des instituions dépositaires des fossiles ou le couple Méchin (propriétaire de certains restes) ne sont remerciés ou cités impliquant que l'inclusion de Variraptor a très probablement été faite sans consultations des restes. Les auteurs indiquent que seul le matériel holotyique, c'est-à-dire la vertèbre dorsale postérieure (MDE-D168) articulée avec le sacrum (MDE-D169), ainsi que l'ilion droit (CM-645) ont été pris en compte. Or cet ilion étant du matériel rapporté, il convient de noter que la logique voudrait que d'autres restes du matériel rapporté le soient aussi (au moins ceux provenant du même gisement). Ainsi cette analyse est donc incomplète et est donc très peu robuste pour Variraptor.
Dans une étude de 2020 et d'une étude 2022 (qui reprend les mêmes données) Variraptor est retrouvé au sein du clade des Unenlagiinae, cependant là encore les résultats sont peu robustes.

## Paléoécologie

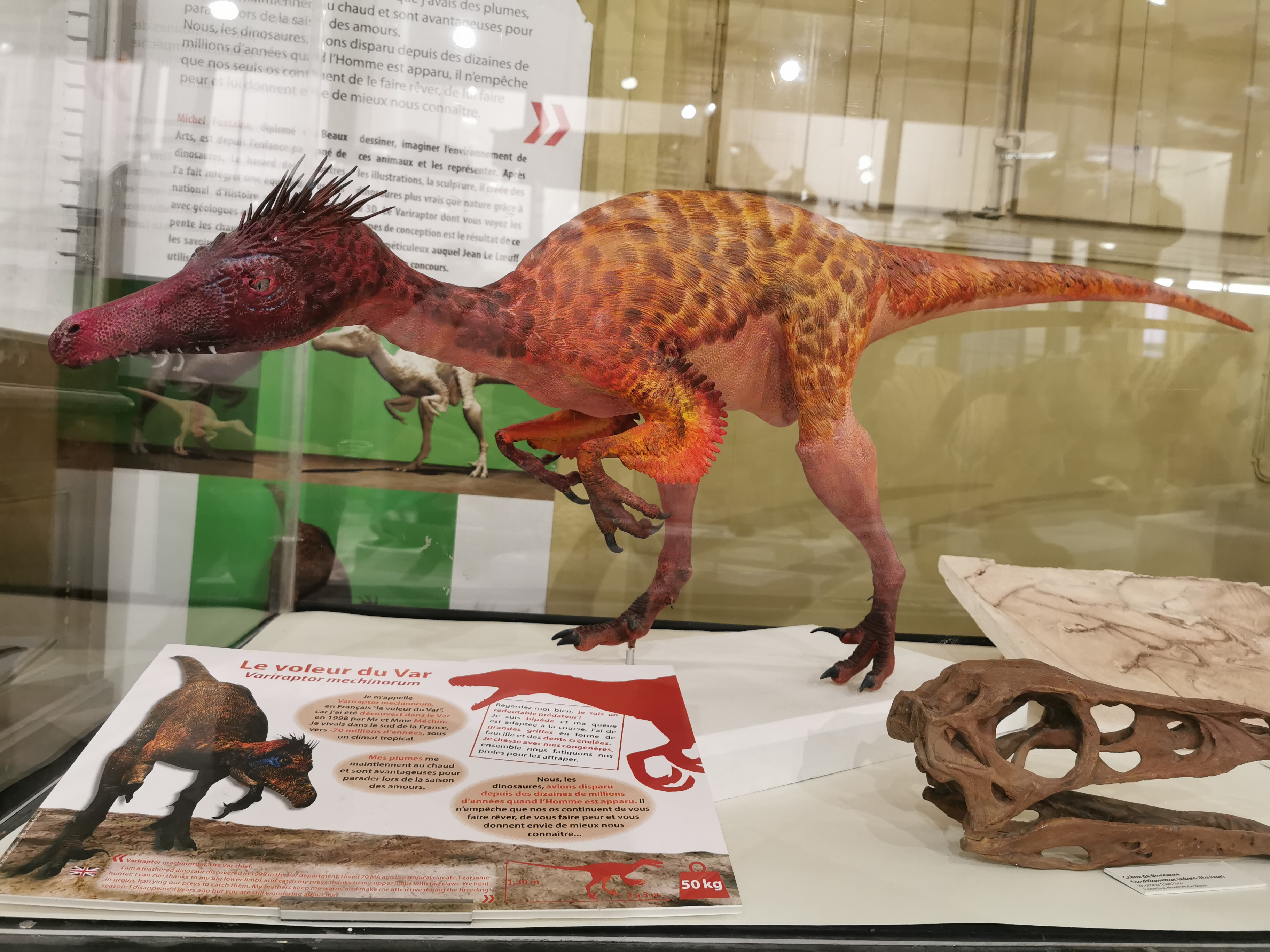
Reconstitution de Variraptor au Muséum d'histoire naturelle de Nîmes réalisée par le paléoartiste Michel Fontaine.

En se basant sur le taxon Deinonychus il est envisageable que Variraptor était un chasseur davantage solitaire avec des coopérations ponctuelles entre individus,. En se basant sur des fossiles de Velociraptor il devait aussi être un charognard. L'aspect charognard de son mode de vie est également cohérent avec le contexte taphonomique car les dents de Variraptor sont fréquemment associées à des restes d'herbivores.